# Alxasaurus
Alxasaurus é um gênero de dinossauro carnívoro, mas com fortíssima suspeita de que fosse herbívoro, e semi-bípede que viveu durante a segunda metade do período Cretáceo. Media em torno de 4 metros de comprimento, 1,5 metros de altura e pesava entre 300 e 500 quilogramas.
O alxassauro viveu na Ásia e seus fósseis foram encontrado na Mongólia, na Rússia e na China. Assim como o segnossauro, seu parente próximo, o alxassauro era um terópodo provavelmente herbívoro, uma verdadeira exceção à regra.
Alguns cientistas acreditam ainda que o alxassauro possuísse penas, teoria essa que ainda não foi comprovada.